# Modung (plaats)
Modung is een bestuurslaag in het regentschap Bangkalan van de provincie Oost-Java, Indonesië. Modung telt 1148 inwoners (volkstelling 2010).